# Mary Engle Pennington
Mary Engle Pennington (Nashville, Estados Unidos, 8 de octubre de 1872-27 de diciembre de 1952) fue una química bacteriológica e ingeniera de refrigeración americana.

## Juventud y educación
Mary Engle Pennington nació en Nashville, Tennessee; sus padres fueron Henry y Sarah B. (Malony) Pennington. Poco después de su nacimiento, sus padres se mudaron a Filadelfia, Pennsilvania, para estar más cerca de los parientes cuáqueros de Sarah Pennington. Mary Pennington demostró un interés temprano en la química.
Ingresó en la Universidad de Pensilvania en 1890 y completó los requisitos para obtener un bachillerato en ciencias químicas con menciones en botánica y zoología en 1892. Sin embargo, dado que la Universidad de Pennsilvania no otorgaba títulos a las mujeres en este momento, recibió un certificado de competencia en lugar de un título.
Pennington recibió su doctorado en la Universidad de Pensilvania en 1895, y fue becaria universitaria en botánica allí entre 1895 y 1896. Fue becaria en química fisiológica en Yale entre 1897 y 1899, donde investigó en química fisiológica con Mendel. En 1898, aceptó un puesto en el Women's Medical College of Pennsilvania como Directora de su Laboratorio Clínico. También trabajó como investigadora en el departamento de higiene de la Universidad de Pennsilvania desde 1898 hasta 1901, y fue bacterióloga en la Oficina de Salud de Filadelfia. En su puesto en la Oficina de Salud, contribuyó a mejorar los estándares de saneamiento para el manejo de la leche y los productos lácteos.

## Asociación con el departamento de agricultura de los Estados Unidos
En 1905, Pennington comenzó a trabajar para el Departamento de Agricultura de los EE. UU. como química bacteriológica. Su director de la Oficina de Química, Harvey W. Wiley, la alentó a solicitar un puesto como jefa del recientemente creado Laboratorio de Investigación de Alimentos, que se había establecido para hacer cumplir la Ley de Alimentos y Medicamentos Puros de 1906. Ella aceptó el cargo en 1907. Uno de sus principales logros fue el desarrollo de estándares para el procesamiento seguro de pollos criados para el consumo humano. También desempeñó el cargo de jefa de investigación en el diseño de vagones refrigerados y en 1898 se convirtió en la primera mujer en desempeñar el cargo de jefa de laboratorio de la agencia estadounidense Food and Drug Administration, que se encargaba de la regulación de  los alimentos; además sirvió en la Administración de Alimentos de Guerra de Herbert Hoover durante la Primera Guerra Mundial.

## Ingeniera y consultora de refrigeración.
La participación de Pennington en el diseño de vagones refrigerados en el Laboratorio de Investigación de Alimentos la llevó a un interés en todo el proceso de transporte y almacenamiento de alimentos perecederos, incluidos el transporte refrigerado y la refrigeración doméstica. En 1919, Pennington aceptó un puesto en una empresa privada, American Balsa, que fabricaba aislamientos para unidades de refrigeración. Dejó la firma en 1922 para iniciar su propio negocio de consultoría, que administró hasta su jubilación en 1952. Fundó la Oficina de Refrigeración Doméstica en 1923 para educar a los consumidores sobre prácticas seguras de refrigeración doméstica. Gran parte de su trabajo en la década de 1920 fue apoyado por la Asociación Nacional de Industrias de Hielo (NAII), una asociación de fabricantes de hielo independientes y distribuidores que entregaron hielo a los hogares para su uso en cámaras de hielo, antes de la disponibilidad generalizada de refrigeradores eléctricos. Con el apoyo de NAII, publicó panfletos sobre la seguridad alimentaria en el hogar, incluido El Cuidado de la Comida del Niño en el Hogar (1925) y Frío es la Ausencia de Calor (1927).

## Publicaciones y afiliaciones.
Contribuyó en muchas revistas científicas y médicas y fue miembro de la American Chemical Society y la Society of Biological Chemists. Fue miembro de la Asociación Americana para el Avance de la Ciencia, y miembro de la Sociedad Patológica de Filadelfia, Sigma XI, y de la hermandad de mujeres Kappa Kappa Gamma.

## Premios y reconocimientos
Mary Engle Pennington recibió la Medalla Garvan-Olin, el premio más alto otorgado a las mujeres en la American Chemical Society. Es miembro del Salón de la Fama de ASHRAE. En 2018, fue incorporada al Salón de la Fama de los Inventores Nacionales.